# Giri (Kebomas)
Giri is een bestuurslaag in het regentschap Gresik van de provincie Oost-Java, Indonesië. Giri telt 3466 inwoners (volkstelling 2010).